# Арнела Зековић
Арнела Нела Зековић (Пријепоље, 8. октобар 1993) је српска манекенка, инфлуенсерка и носилац титуле на такмичењу лепоте.
Почела је да се бави манекенством са 17 година, у Црној Гори се пријавила за Мис Црне Горе, где је освојила титулу Мис шарма.
Арнела се такмичила и представљала Хрватску на Мис Света Бикини такмичењу и заузела је 7. позицију. Већи део живота, провела је у Улцињу, а потом се вратила у Србију, тј. Београд, где завршава комуникологију.
Зековићева је до сада живела и радила у Турској, Кини, Индији, Италији и Шпанији.
Арнела је заузела место 1. пратиље на избору за Мис Србије 2013. који је одржан на РТВ Пинк у Београду. На припремама за Мис Србије, које су организоване у Грчкој, Арнела је освојила прво место као Мис Порто Карас 